# Bernard Bober
Bernard Bober (Zbudské Dlhé, 3 novembre 1950) è un arcivescovo cattolico e teologo slovacco, dal 4 giugno 2010 arcivescovo metropolita di Košice.

## Biografia
È nato a Zbudské Dlhé, nel distretto di Humenné nella Slovacchia orientale. Dopo aver conseguito il diploma della scuola superiore a Humenné nel 1969 è entrato nel seminario diocesano di Bratislava e nella Facoltà teologica "Santi Cirillo e Metodio" che ha sede sempre nella capitale slovacca.
Riceve l'ordinazione presbiteriale l'8 giugno 1974 e viene nominato parroco nel 1978 a Kecerovce, per poi essere trasferito nel 1990 a Humenné.
Nel 1991, il vescovo Alojz Tkác lo nomina vicario generale dell'arcidiocesi di Košice.  Il 28 dicembre 1992, papa Giovanni Paolo II lo nomina vescovo titolare di Vissalsa e ausiliare di Košice. Riceve l'ordinazione episcopale nella cattedrale di Sant'Elisabetta di Košice il 30 gennaio 1993 dal cardinale Jozef Tomko, co-consacranti i vescovi Alojz Tkác e Ján Sokol, arcivescovo di Bratislava-Trnava.
Nel giugno 2010 è nominato da papa Benedetto XVI arcivescovo di Košice, di cui ha preso possesso canonico il 10 luglio 2010.
Dal 10 ottobre 2022 è presidente della Conferenza dei vescovi della Slovacchia. In seno alla stessa è presidente del consiglio per la pastorale dei rom e delle minoranze e vicepresidente dal 21 settembre 2015 al 10 ottobre 2022.

## Genealogia episcopale e successione apostolica
La genealogia episcopale è:
- Cardinale Scipione Rebiba
- Cardinale Giulio Antonio Santori
- Cardinale Girolamo Bernerio, O.P.
- Arcivescovo Galeazzo Sanvitale
- Cardinale Ludovico Ludovisi
- Cardinale Luigi Caetani
- Cardinale Ulderico Carpegna
- Cardinale Paluzzo Paluzzi Altieri degli Albertoni
- Papa Benedetto XIII
- Papa Benedetto XIV
- Papa Clemente XIII
- Cardinale Enrico Benedetto Stuart
- Papa Leone XII
- Cardinale Chiarissimo Falconieri Mellini
- Cardinale Camillo Di Pietro
- Cardinale Mieczysław Halka Ledóchowski
- Cardinale Jan Maurycy Paweł Puzyna de Kosielsko
- Arcivescovo Józef Bilczewski
- Arcivescovo Bolesław Twardowski
- Arcivescovo Eugeniusz Baziak
- Papa Giovanni Paolo II
- Cardinale Jozef Tomko
- Arcivescovo Bernard Bober

La successione apostolica è:
- Vescovo Marek Forgáč (2016)
- Vescovo František Trstenský (2023)